# Gertrud Gröninger
Gertrud Gröninger, född 1650, död 1722, var en tysk konstnär (skulptör). Hon är främst känd för sina Kristus-skulpturer och andra kyrkliga skulpturer. En gata i hennes hemstad Paderborn har fått sitt namn efter henne. 